# Національна бібліотека Польщі
Національна бібліотека Польщі (пол. Biblioteka Narodowa w Warszawie) — найбільша польська наукова бібліотека, підпорядкована Міністерству культури й національної спадщини. Бібліотека розташована у Варшаві. Спеціальні фонди зберігаються в Палаці Красінських (Варшава).
Національна бібліотека Польщі одержує обов'язковий примірник всіх публікацій, що виходять у світ в Польщі. Окрім Варшавської бібліотеки статус національної має також Бібліотека Ягеллонського університету в Кракові.

## Історія

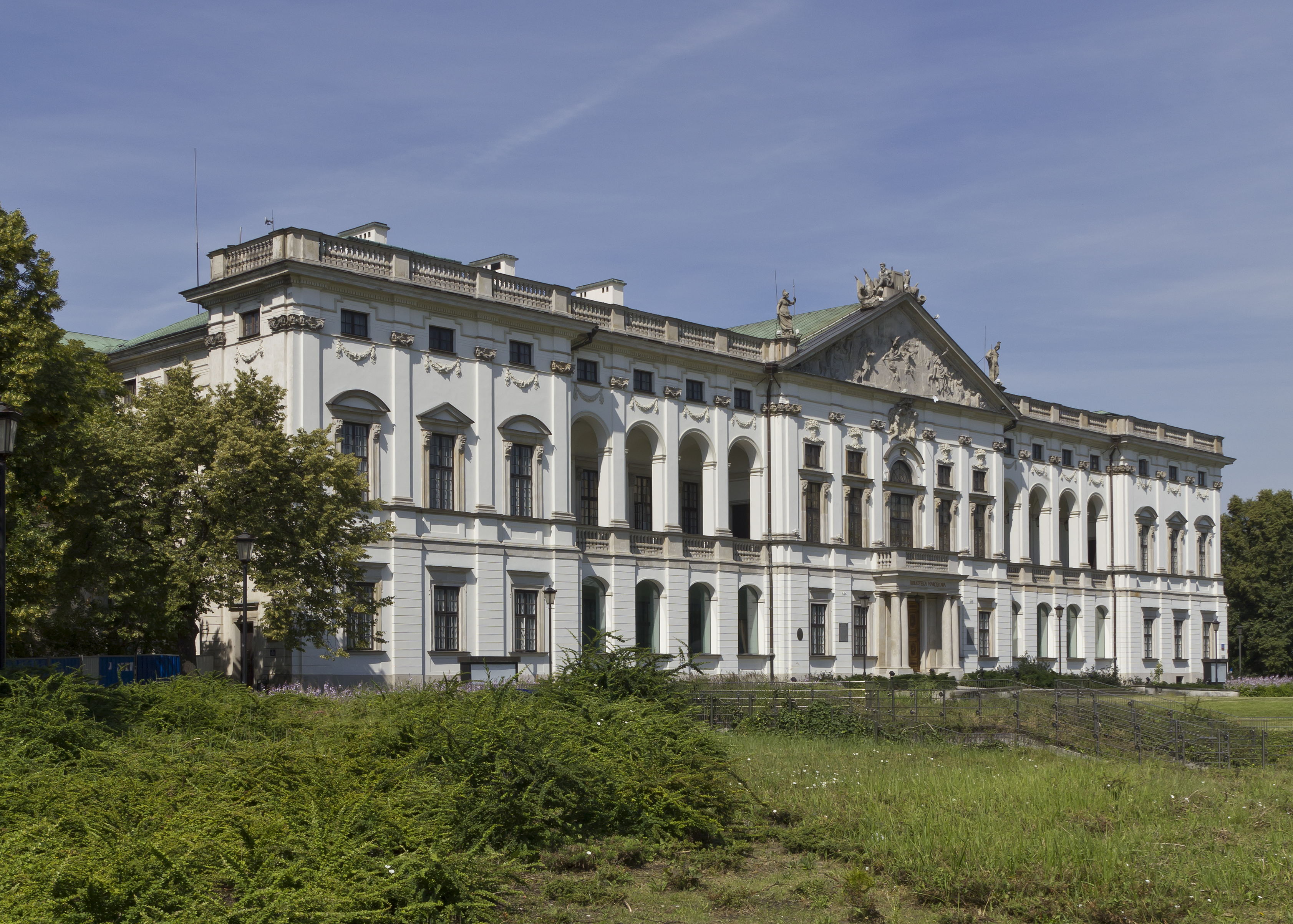
Палац Красінських у Варшаві — тут зберігаються спеціальні колекції бібліотеки

Першу національну бібліотеку було засновано в Польщі у XVIII столітті. Її заснували варшавські єпископи брати Залуські. У 1774 році Бібліотека Залуських перейшла до Комісії з національної освіти. У 1817 році у Львові була заснована бібліотека Оссолінеум — один з найвизначніших культурних закладів Галичини.
24 лютого 1928 року було засновано теперішню національну бібліотеку Польщі. Відкриття бібліотеки відбулося в 1930 році.
1940 року фонди бібліотеки було підпорядковано німецькій окупаційній владі. Німецькомовні видання було вилучено й виставлено для користування виключно німців у приміщенні на той час закритого Варшавського університету. Найцінніші книжки було переведено в Палац Красінських у Варшаві. Після поразки Варшавського повстання 1944 року всі ці книжки було спалено.

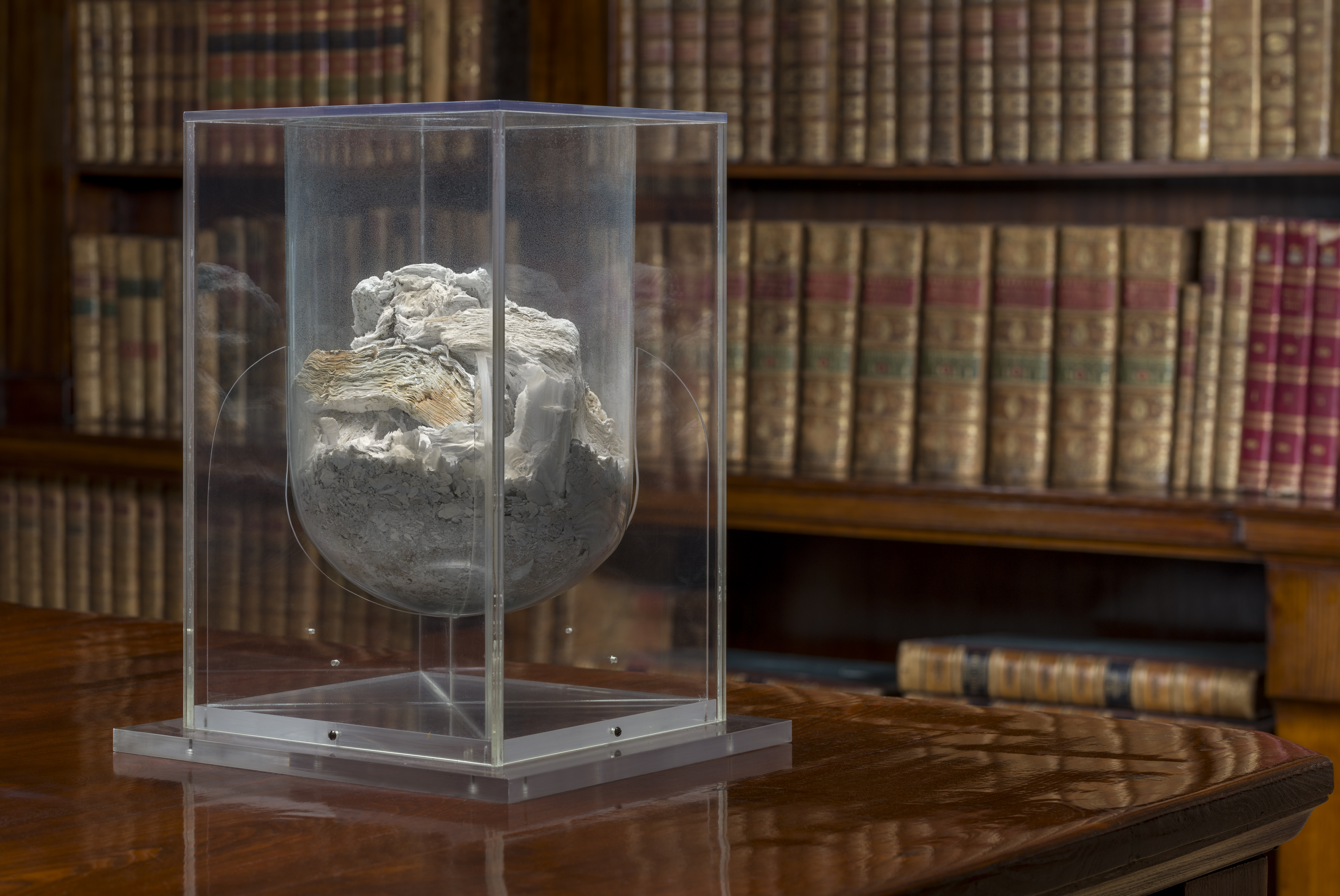
Урна, що містить попіл стародруків та рукописів, згоріла в Окольнику 9 після падіння Варшавського повстання.

## Фонди бібліотеки
Сьогодні Національна бібліотека Польщі має в своїх фондах більше 8 700 000 одиниць зберігання (дані на 2008 рік). У сховищах бібліотеки було більше 160 000 томів, виданих до 1801 року, 20 000 рукописів (з них близько 7000 нотних рукописів), 120 000 партитур, 120 000 атласів і мап, 2 000 000 книжок, 800 000 річних комплектів журналів XIX—XXI століть.